# Nicolas Duval Adassovsky
Nicolas Duval Adassovsky (* 26. Januar 1958) ist ein französischer Filmproduzent.

## Biographie
Adassovsky ist vor allem innerhalb der BBDA Quad Productions als Produzent tätig und Manager von Splendido Quad Cinéma.

## Filmographie (Auswahl)

### Kino
- 2005: Viva Cuba von Juan Carlos Cremata Malberti
- 2006: Those Happy Days von Olivier Nakache und Éric Toledano
- 2009: Tellement proches von Olivier Nakache und Éric Toledano
- 2009: Jusqu'à toi von Jennifer Devoldère
- 2010: Der Auftragslover von Pascal Chaumeil
- 2010: Small World von Bruno Chiche
- 2011: Ziemlich beste Freunde von Olivier Nakache und Éric Toledano
- 2011: Une pure affaire von Alexandre Coffre
- 2012: Der Nächste, bitte! von Pascal Chaumeil
- 2012: 30° Couleur von Lucien Jean-Baptiste und Philippe Larue
- 2013: Né quelque part von Mohamed Hamidi
- 2013: Eyjafjallajökull – Der unaussprechliche Vulkanfilm von Alexandre Coffre
- 2014: Le Père Noël von Alexandre Coffre
- 2014: Heute bin ich Samba von Olivier Nakache und Éric Toledano
- 2016: Ballerina von Éric Summer und Éric Warin
- 2016: Unterwegs mit Jacqueline von Mohamed Hamidi
- 2017: Das Leben ist ein Fest von Olivier Nakache und Éric Toledano
- 2017: Ein Sack voll Murmeln von Christian Duguay
- 2018: Dans la brume/Just A Breath Away von Daniel Roby
- 2019: Willkommen in der Nachbarschaft (Jusqu'ici tout va bien) von Mohamed Hamidi[3]
- 2019: Roxane von Mélanie Auffret
- 2020: Une belle équipe von Mohamed Hamidi
- 2023: A Difficult Year (Une année difficile)

### Fernsehen
- 2015: Disparue/The Disappearance (8 Folgen)
- 2015: Le Secret d'Élise (6 Folgen)

## Auszeichnungen

### Nominierungen
- César/Bestes Erstlingswerk
  - 2011 für Der Auftragslover
- César/Bester Film
  - 2011 für Der Auftragslover
  - 2012 für Ziemlich Beste Freunde
  - 2018 für Das Leben ist ein Fest
- BAFTA 2013: British Academy Film Award für den besten ausländischen Film für Ziemlich Beste Freunde